# زیردریایی کراسنویارسک (کی-۱۷۳)
زیردریایی کراسنویارسک (کی-۱۷۳) (به انگلیسی: Russian submarine Krasnoyarsk (K-173)) یک زیردریایی است که طول آن 154.0 m می‌باشد. این زیردریایی در سال ۱۹۸۶ ساخته شد.